# Ereta de Baix
L'Ereta de Baix és un paratge del terme municipal de Conca de Dalt, a l'antic terme d'Hortoneda de la Conca, al Pallars Jussà, en territori que havia estat de l'antic poble de Senyús.
Està situada a llevant de Senyús, al costat sud-est del Coll de Pedraficada, al capdamunt -nord- del Forat Negre i al nord de la Solana de Pedraficada.